# Božidar Đelić
Božidar Đelić (en serbe cyrillique : Божидар Ђелић ; né le 1er avril 1965 à Belgrade) est un économiste et un homme politique serbe. Il est membre du Parti démocratique (DS) de l'ancien président Boris Tadić. Du 7 juillet 2008 au 27 juillet 2012, il a été à la fois vice-président du gouvernement et ministre de la Science et du Développement technologique dans le gouvernement présidé par Mirko Cvetković.

## Biographie
Božidar Đelić naît à Belgrade en 1965 d'un père architecte et d'une mère géographe qui divorcent tôt. Ils émigrent à Paris et laissent le petit Božidar aux soins des grands-parents maternels, à Belgrade. En 1975, Božidar rejoint sa mère à Paris alors qu'il ne parle pas français. Cependant, scolarisé dans l'école publique du XIe arrondissement, ses professeurs sont impressionnés par ses facultés d'adaptation et sa rapidité d'apprentissage.
Il entre au lycée Louis-le-Grand en 1980 et est primé à l'épreuve de géographie du concours général. Il obtient le baccalauréat (série C) en 1983 puis intègre HEC Paris et l'IEP de Paris en 1984. Quelques semaines avant les concours, il a d'ailleurs un plâtre à la jambe et passe plusieurs jours avec d'autres élèves de sa classe dans la maison de son professeur de philosophie, Alain Etchegoyen, maison située à Vatteville-la-Rue en Seine-Maritime, et s'entraîne avec son professeur pour les épreuves orales.
Božidar Đelić obtient les diplômes d'HEC et de Sciences Po (section service public) en 1987, puis il reçoit un DEA en économie de l'EHESS en 1989. Il songe à passer le concours de l'ENA mais finit par y renoncer, en effet, avec son nom, il est persuadé qu'il ne pourra pas faire une carrière en France.
Après avoir travaillé à Indianapolis pour Thomson, sur recommandation d'Alain Gomez (alors PDG du groupe), il décide de poursuivre ses études à Harvard aux États-Unis. En 1991, il décroche un MBA de la Harvard Business School et un MPA de la Harvard Kennedy School of Governement.
À Harvard, il fait la connaissance de l'économiste Jeffrey Sachs qui lui demande de l'accompagner en Europe de l'Est afin de conseiller les nouveaux pays ayant émané de la dislocation de l'URSS.
Il a servi de conseiller aux gouvernements polonais (1991-1992) et russe (1992-1993) sur les privatisations et la réforme du système bancaire. Il a conseillé le premier ministre roumain Victor Ciorbea sur les réformes macroéconomiques à entreprendre en Roumanie en 1996.
Đelić a aussi travaillé comme Partner (associé) pour le cabinet de conseil McKinsey & Company à Paris et dans la Silicon Valley entre 1993 et 2000. Đelić était spécialisé dans les médias et les institutions financières.
Đelić a été ministre des Finances et de l'Économie de Zoran Djindjić de 2001 à 2004. Il revient ensuite dans la banque en rejoignant le Crédit agricole.
Aux élections législatives de janvier 2007, le Parti radical serbe arrive en tête mais annonce ne pas vouloir former de gouvernement. C'est donc le Parti démocratique qui est chargé par le président Tadić de composer un gouvernement. Les négociations avec le G17 Plus et le parti démocratique de Serbie pour former un gouvernement de coalition sont difficiles et Đelić doit céder sa place de prétendant au poste de premier ministre à Vojislav Koštunica du parti démocratique de Serbie. Le président Tadić et Koštunica trouvent un accord : Koštunica est premier ministre et le parti démocratique obtient la majorité des postes ministériels. Đelić devient en mai 2007 vice-président du gouvernement chargé de l'intégration dans l'Union européenne.
Đelić possède également la nationalité française.
En janvier 2014, il rejoint l'équipe de conseil aux gouvernements, basée à Paris, de la banque d'affaires Lazard.